# Peter Ravn
Peter Rothmeier Ravn (født 1955) er en dansk billedkunstner.
Ravns primære praksis er det figurative oliemaleri, men han har også arbejdet med skulptur og fotografi. Et gennemgående motiv i Ravns malerier er anonymiserede mænd i jakkesæt, ofte fanget i svært afkodelige iscenesættelser.
Blandt udstillinger kan nævnes "Di Silvestre/Ravn" på Z2O Galleria Sara Zanin (Rome, Italy, 2010), "Biennale Internazionale dell’Arte Contemporanea" (Brescia, Italy, 2011), "Når mænd sover" på Munkeruphus (2018), "Aflåst sideleje" i Politikens Forhal (2019) og "JAHRESAUSGABEN" i Kunsthalle München (2020).
Peter Ravn har siden 2017 været repræsenteret af galleri KANT i København.

## Formidling
I 2018 lavede partnerskabet I DO ART Agency en film om Peter Ravn i forbindelse med udstillingen “Når Mænd Sover”.
I 2021 udkom en bog om Peter Ravn med titlen ”Peter Ravn” på kunstforlaget Aftryk. Foruden en kurateret gennemgang af Ravns værker indeholder bogen en kunstfaglig tekst med titlen "Længslens topografi: Om det disciplinerede menneske og længslen efter frihed i Peter Ravns billeder" af mag.art. Merete Sanderhoff samt tekster af skribent Camilla Stockmann og forfatter Jørgen Leth.

## Baggrund
Peter Ravn er uddannet fra Kunstakademiets Arkitektskoles Institut for Design i 1980. En del af studierne blev foretaget i USA på Syracuse University (Syracuse, N.Y.) og Parsons School of Design (New York, N.Y.).
I 1980'erne og 1990'erne arbejdede Ravn især med grafisk design og var en efterspurgt designer af album-covers. Blandt de kunstnere, Ravn har samarbejdet med, er Gangway, TV-2, One Two, Love Shop, Tøsedrengene, Anne Dorte Michelsen, Kim Larsen og mange flere.
Peter Ravn var en af de første til at tage den visuelle præsentation af musik alvorligt, og hans speciale blev de imageskabende totalløsninger.
Han var én af pionererne, da musikvideoen blev introduceret i Danmark, med sine stilskabende og flere gange Grammy-nominerede videoer for blandt andre Laid Back ("White Horse"), Me & My ("Dub-i-Dub" og "Baby Boy"), Randi Laubek ("Madness Sadness"), Gangway ("Come Back as a Dog" m.fl.), TV-2 ("Brokkesangen", "Der går min klasselærer" m.fl.), Dizzy Mizz Lizzy ("11.07 Pm") og mange flere. I 1986 skrev og instruerede Ravn kultfilmen Gangway i Tyrol, en musikfilm, der indeholdt syv musikvideoer til numrene fra albummet Sitting in the Park.
I 1991 grundlagde han, sammen med Naja Lauf og Jacqueline Friis-Mikkelsen, mærket Democrats, hvor Ravn var designer. Democrats var kendetegnet ved en højt profileret grafisk identitet og t-shirts med prints.
1998-2002 var Ravn Art Director på musik- og film-magasinet Blender, hvor Klaus Lynggaard var chefredaktør.
Peter Ravn debuterede som billedkunstner på Kunstnernes Efterårsudstilling i 2004. I 2005 og 2009 havde han værker repræsenteret på Charlottenborg Forårsudstilling. Siden har han udstillet i både ind- og udland. I Danmark bl.a. på Den Frie, Charlottenborg og Det Nationalhistoriske Museum på Frederiksborg Slot. Uden for Danmark har han udstillet på biennalen i Brescia, i Rom og i Napoli, Italien samt i Munchen, Tyskland, Leuven, Belgien, Wroclaw, Polen, Hanoi, Vietnam og Oslo, Norge.

## Fodnoter
1. ↑  Peter Ravn: NÅR MÆND SOVER - kunsten.nu - Online magasin og kalender for billedkunst
2. 1 2  About — Peter Ravn
3. ↑  AFLÅST SIDELEJE - Peter Ravn - JP/Politikens Hus
4. ↑  Peter Ravn "Når Mænd Sover" on Vimeo
5. ↑  Længslens topografi: Om det disciplinerede menneske og længslen efter frihed i Peter Ravns billeder — Kulturministeriets Pure-Konsortium for arkiver, biblioteker og museer
6. ↑  Peter Ravn: Den Frie Bevægelighed - kunsten.nu - Online magasin og kalender for billedkunst
7. ↑  Kilde: Politikens Dansk Rock (Politikens Forlag 1997, side 118 og side 174).
8. ↑  Kilde: Torben Bille: At pakke 80'ernes rockdrømme ind (Politiken 19/12-05).
9. ↑  Kilde: Mads Nørgaard (red.): Modeleksikon – Fra couture til kaos (Politikens Forlag 2002, side 107) og Thomas Dickson: Dansk design (Gyldendal, 2006, side 515).
10. ↑  http://www.biennaleartbrescia.com/artisti%20-%20biennale%20art%20brescia_ing.htm Arkiveret 2. april 2012 hos  Wayback Machine Brescia Art Biennale